# Krøderen (localitate)
Krøderen este o localitate din comuna Krødsherad, provincia Buskerud, Norvegia, cu o suprafață de 0,75 km² și o populație de 548 locuitori (2013).